# آندره (خودرو)
آندره (خودرو) (André (car)) خودرویی است که در سال‌های ۱۹۳۳ تا ۱۹۳۴>۶ madeتولید شده‌است.
موتور آن ۷۲۸ سی‌سی سیستم جعبه‌دندهٔ آن به صورت دستی است.